# فلینی ۵۱۵۰
سیارک ۵۱۵۰ (به انگلیسی: 5150 Fellini، نامگذاری:7571P-L) پنج هزار و صد و پنجاهمین سیارک کشف شده‌است که در ۱۷ اکتبر ۱۹۶۰ کشف شد.
قدر مطلق سیارک برابر ۱۲٫۹۰ است.